# ヒメツルソバ
ヒメツルソバ（姫蔓蕎麦）とは、タデ科の植物の1種。学名はPersicaria capitata（シノニムはCephalophilon capitatum、Polygonum capitatum） 。別名はカンイタドリ、ポリゴナム。ヒマラヤ原産。
日本にはロックガーデン用として明治期に導入された多年草。花は集合花で、小さい花が1cmほどの球状に集まった金平糖のような形をしている。園芸店などの紹介でも「金平糖がいっぱい咲く花」などと紹介されることも珍しくない。開花直後はピンク色をしているが、徐々に色が抜けて白へと変化する。花期は5月頃から秋の末期にかけてであるが、真夏には花が途絶える。ヒマラヤ原産の植物にしては耐寒性はそれほど高くなく冬季には降霜すると地上部が枯死し宿根状態となり、さらに土壌凍結が起きると根も枯死して全滅してしまう。ただし種子の発芽率が比較的高いため親株が死滅してもこぼれ種で翌年には新たな株が芽吹く。花は小花が球形にまとまっており、内部には種子が成熟する。葉にはV字形の斑紋があり、秋には紅葉する。
茎は匍匐（ほふく）性。茎の葉のある部分が土に接しているとそこから発根し、地面をとらえながら広がる。1株でおよそ直径50 cmほどに広がる。
性質が丈夫であるためグラウンドカバーとしても用いられる。種子や株分け、挿し木などで容易に繁殖が可能なほとんど手のかからない植物であるため、空き地や道端などで雑草化もしている。もともと根の浅い植物なので挿し木を行う場合は水平挿しが良い。最適期は5月頃でこの時期に挿し木を行うと2回目の秋の花期には花が多く咲くまでに成長する。出来るだけ挿し穂を地面に横たわるようにしておくと茎の元から発根しなくても横たわった枝の葉のある部分から発根し蘇生する場合もあるので成功率が高くなる。葉に白い班が入る品種もあり班入りの場合晩秋の紅葉の時の葉色の変化が通常種と異なるので両方を寄せ植えにして色の変化を楽しむなどもできる。
近縁に白い花のツルソバ（蔓蕎麦）がある。花も葉もソバ(蕎麦)に似ていることからの命名。